# 레디액션! 폭력영화
"레디액션! 폭력영화"는 2014년에 개봉한 대한민국의 영화이다.

## 캐스팅
- 민호열 : 민호 역
- 이가영
- 오성근 : 성근 역
- 최원경
- 장철민
- 박종환 : 일진회 실력자 역
- 장우진 : 도경 역
- 이사라
- 정성욱
- 우서현
- 황하나
- 정연 : 일진회 1 역
- 윤국진 : 일진회 2 역
- 황재필 : 일진회 3 역
- 김영각 : 일진회 4 역
- 이보석 : 일진회 5 역
- 권구현 : 일진회 6 역
- 김인형 : 안경잡이 역